# Изван Реаниматора
Изван Реаниматора (енгл. Beyond Re-Animator) је америчко-шпански хорор филм из 2003. године, редитеља Брајана Јузне, са Џефријем Кумсом, Џејсоном Беријем, Елзом Патаки, Симоном Андреуом и Сантијагом Сегуром у главним улогама. Представља наставак филма Реаниматорова невеста из 1990. и последњи део трилогије Реаниматор. Као и претходни делови, заснован је на причи Хауарда Филипса Лавкрафта, Херберт Вест–реаниматор.
Филм је премијерно приказан на Syfy каналу, а имао ја и ограничено биоскопско приказивање у САД. Добио је помешане критике и сматра се најслабијим делом трилогије. На сајту Ротен томејтоуз оцењен је са 45%. Постојали су планови и за 4. део, за који је остављено простора начином на који се завршио трећи. У њему је Џефри Кумс требало да се врати у улогу Херберта Веста, који покушава да оживи покојног Председника САД-а.

## Радња
Др Херберт Вест провео је 13 година у затвору због догађаја из претходног филма. Доласком новог младог лекара у његову затворску јединицу, Вест поново добија прилику да експериментише и унапређује свој реагенс за реанимацију. Иако др Филипс и Вест имају добре намере, ствари се измичу контроли и убрзо постају окружени бићима налик зомбијима...

## Улоге
| Глумац            | Улога                    |
| ----------------- | ------------------------ |
| Џефри Кумс        | др Херберт Вест          |
| Џејсон Бери       | др Хауард Филипс         |
| Елза Патаки       | Лаура Олни               |
| Симон Андреу      | Ворден Брандо            |
| Сантијаго Сегура  | Спидбол                  |
| Лоло Ереро        | наредник Мончо           |
| Енрике Арсе       | Кабрера                  |
| Барбара Елоријета | Емили Филипс             |
| Ракел Гриблер     | медицинска сестра Ванеса |
| Данијел Ортиз     | Вини                     |
| Хоакин Ортега     | Фалкон                   |